# Mythologie abénaquise
 (mai 2009).
Si vous disposez d'ouvrages ou d'articles de référence ou si vous connaissez des sites web de qualité traitant du thème abordé ici, merci de compléter l'article en donnant les références utiles à sa vérifiabilité et en les liant à la section « Notes et références ».

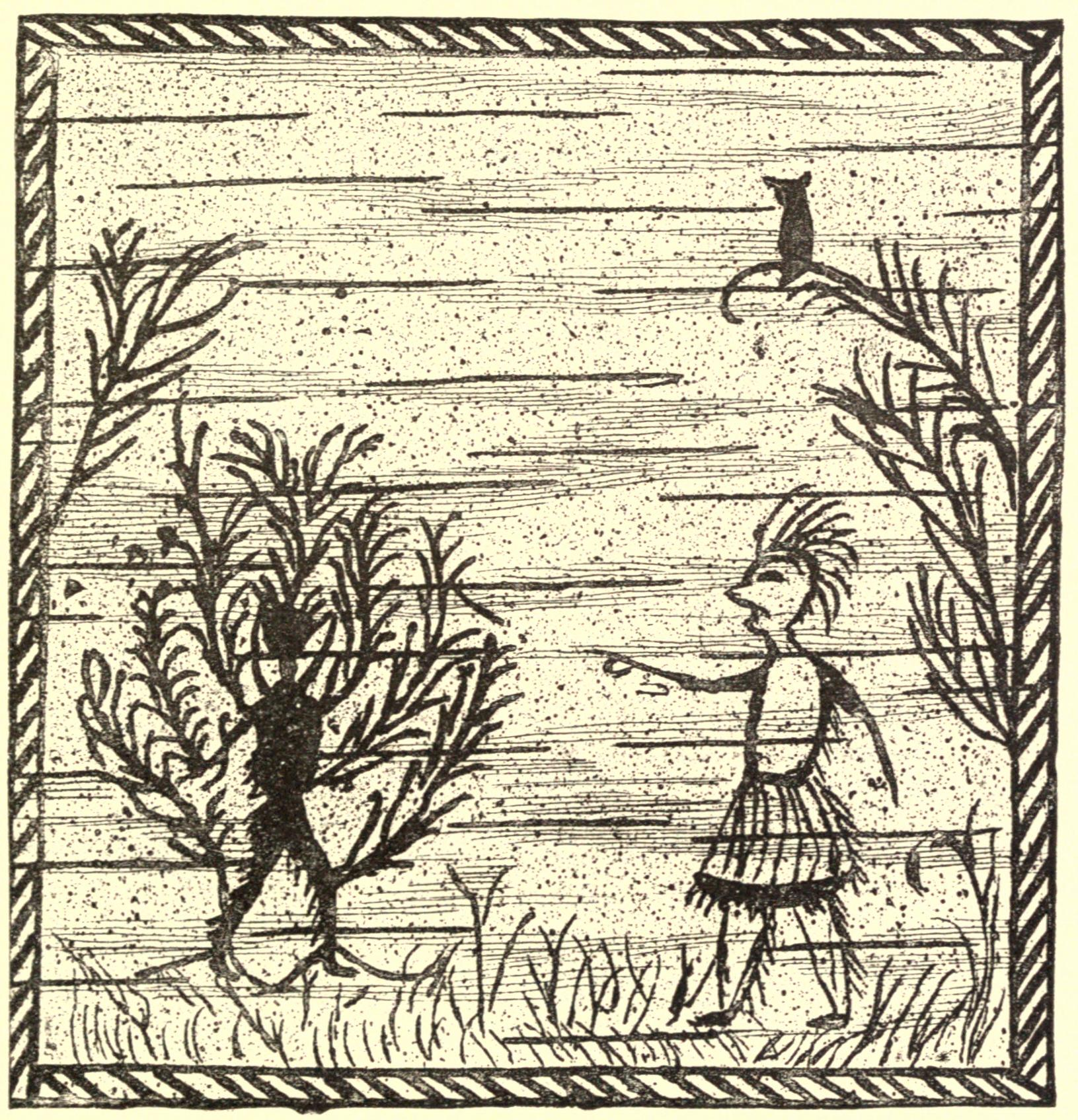
Glooscap transforme un homme en cèdre. Grattage sur écorce de bouleau par Tomah Joseph, 1884.

La mythologie abénaquise peut se diviser en trois périodes: l'Âge Ancien, où l'humanité et les animaux se confondent, l'Âge d'Or, où les animaux sont encore beaucoup comme les humains mais leur nombre diminue, et l'Âge Présent.
Les cérémonies religieuses abénaquises sont célébrées par des chamans appelés Medéoulin (Mdawinno).
Il y a des personnages maléfiques ou bénéfiques dont des êtres quasi humains qui hantent les eaux profondes des cours d'eau.

## Êtres de l'Âge Ancien
- Ato-sees (aussi Atosis) : un Médéoulin qui est à la fois serpent et humain. Il force les gens à trouver une petite branche pour qu'il les cuisine avec ; fut aveuglé par Moosbas.
- Az-ban (aussi Azeban) : être espiègle en forme de raton laveur ou de carcajou.
- Kee-wakw : un cannibale énorme habitant la forêt.
- Kee-zos-en : le dieu du Soleil. Il est un aigle qui ouvre ses ailes pour créer le jour et les ferme pour commencer la nuit.
- Keeta-skog (aussi Peeta-skog) : être en forme de serpent qui lutte contre Pa-don-giak.
- K-tsee Awa-soos : ce sont les quatre premières étoiles de la Grande Ourse, qui est chassée toutes les nuits par les chasseurs; elle est tuée chaque automne et son sang tombe à terre, changeant les couleurs des arbres, pendant que la constellation est à l'envers; elle est remise dans la bonne position au printemps, et l'Ourse renaît.
- Mat-gwas : un être dans la forme d'un lapin, et le premier Médéoulin.
- Metee-kolen-ol : une race de sorciers cruels aux cœurs de glace.
- Nanom-keea-po-da : un être vivant sous terre qui provoque les tremblements de terre.
- Nee-ben : une femme dont la beauté force Pe-ben à fuir au nord; elle représente donc l'été.
- P-mol-a (aussi Pamola, Bmola, Pomola) : un oiseau et être de la nuit qui emmène ses prisonniers à Alomkik, près du mont Katahdin, et provoque le mauvais temps.
- P-son-en : un être en forme d'aigle qui fait neiger en ouvrant ses ailes.
- Pa-don-gi-ak : sept frères à la peau claire et aux cheveux dorés, mi-humains mi-oiseaux, qui habitent le lac Champlain. Féroces, ils luttent contre Keeta-skog et sont des êtres du tonnerre et de foudre.
- Pe-ben (aussi Pebon) : un sorcier puissant qui endort son audience quand il raconte des histoires. Il est l'esprit de l'hiver.
- See-gwen : un jeune mâle qui aime Nee-ben (l'été) et l'emmène au nord chaque printemps.
- Tabal-dak (aussi Tabaldak) : le créateur, androgyne, de l'existence.
- Wa-won-dee-a-megw : un être en forme d'escargot qui peut vivre dans les arbres, sur la terre ou dans l'eau. Peut changer de taille et son apparence pour avoir l'air d'un serpent énorme, un alligator ou un homme à la peau d'écailles. Il a des cornes qui peuvent se moudre pour faire une poudre magique.
- Wad-zoos-en : l'aigle qui bat ses ailes pour créer le vent.
- Wassan-mon-ganeehla-ak : une race d'humains qui jouent avec une balle de lumière, causant l'aurore polaire.

## Êtres de l'Âge d'Or
- Oodzee-hozo (aussi Odzihozo) : « l'homme qui s'est créé lui-même. » Un homme qui exista avant la création des jambes. Il rampait partout, créant des montagnes, des vallées et des rivières. En cette première forme, il est appelé Bemee-geedzin-pobi-zeed. Il créa aussi le lac Champlain, sacré pour les Abénaquis. Il se transforma en pierre au milieu du lac et habite l'île de Rock Dunder, qui est à l'ouest de Burlington au Vermont.
- Tool-ba : être imbécile en forme de tortue; oncle de Gluskab.
- Pla-ween-noo : être en forme de tortue; mère de Gluskab et sainte patronne des Sokwaki.
- A-gaskw (aussi Nokemis) : être en forme de siffleux; grand-mère de Gluskab et très sage.
- Moos-bas : être en forme de vison. Fils adopté de Gluskab, fabrique des flèches et remplit quelquefois les vœux.
- Mool-sem : le chien blanc de Gluskab qui pouvait se contracter ou s'agrandir.
- M-da-weelh-ak: Le chien noir de Gluskab, qui pouvait également se contracter ou s'agrandir. Le messager de Gluskab.
- A-senee-ki-wakw : une race de géants en pierre. Le premier peuple créé par Gluskab, mais il les détruira parce qu'ils écrasaient les autres animaux et blessaient la terre dû à leur grande taille.

### Gluskab et Malsumis
Tabal-dak, l'être créateur, créa les humains. Gluskab (des variantes de lui sont associées aux branches différentes des Abénaquis, à savoir : Glooscap, Glooskap, Gluskabe Klooskomba et Nanabozho) et Malsumis sont nés de la poussière sur sa main. Gluskab et Malsumis ont tous les deux le pouvoir de faire un monde meilleur, mais seulement Gluskab l'essaie. Malsumis cherche à faire du mal même aujourd'hui.
Gluskab fonda l'Âge d'Or de la terre en changeant les êtres du mal de l'Âge Ancien, les faisant plus petits et plus sûrs. Il montra aux humains comment chasser et pêcher, construire des abris et leur enseigna tout le reste du savoir abénaqui de l'art, l'invention et la science.
Le départ de Gluskab termina l'Âge d'Or, bien qu'il soit prédit qu'il reviendra et renaîtra encore.
Me-koom-wee-soo est l'assistant de Gluskab; il a un arc en ivoire. Il s'emporte facilement et prend du poids au fur et à mesure de la montée de sa colère; éventuellement il se transforme en pierre. Gluskab et lui eurent une fois une compétition de tir à l'arc; Me-kom-wee-soo a tiré une flèche au sommet du mont Washington, y créant un étang, et la flèche de Gluskab fit un trois[pas clair] dans le ciel, ensuite appelé msatawa (l'étoile du berger).
Gluskab savait que les chasseurs mettent de la pression sur l'écosystème et peuvent l'endommager. Il demanda de l'aide à l'esprit de la marmotte, et elle lui donna tous les poils sur son ventre, tissés pour former un sac magique (c'est pour ça que les marmottes ont des ventres nus). Gluskab alla ensuite à une montagne où Tabal-dak avait mis un aigle énorme (P-mol-a), qui faisait du vent en battant ses ailes. Après les avoir attachés, il se rendit compte qu'un peu de vent était nécessaire, donc il les attacha un peu moins fort. 
Il sauva le monde d'un monstre en forme de grenouille qui avalait toute l'eau sur la planète. Quand Gluskab éventra le monstre, des animaux s'en sont enfuis et se sont transformés en poissons.
Certains Abénaquis croient que Gluskab est fâché parce que les Blancs n'obéissent pas à ses lois.

## Êtres de l'Âge Présent
- Alom-bag-winno-sis : un être un peu filou qui renverse les canoës.
- Alom-begwi-no-sis : une race d'hommes aquatique et naine qui peut se contracter ou s'agrandir selon leur humeur. Ils ont un chaudron dans lequel ils peuvent transformer quelques graines de maïs en une quantité énorme. Voir l'un d'eux prédit une mort par noyade.
- Ask-we-da-eed : un être de feu, en forme de feu follet, qui amène la mauvaise chance et la mort ; il est aussi lié aux comètes et aux météores.
- Atsolowas : un être filou, espiègle.
- Awa-hon-do : des êtres en forme d'insecte qui piquent les humains.
- Awes-kon-wa : un petit farfadet volant associé avec les Mohawks.
- Batsolowanagwes : un filou bénin.
- Bedig-wajo (Abénaquis de l'ouest) ou Ktaden (Abénaquis de l'est) : un héros.
- Chibaiskweda : un gaz des marais créé par le fantôme d'un corps mal enterré.
- Do-gakw-ho-wad : des petits hommes qui étaie les mâchoires des animaux pour éviter d'être mangés[2],[3].
- Dzee-dzee-bon-da : un monstre tellement affreux qu'il est lui-même effrayé par son apparence[4].
- Ko-gok : un autre monstre.
- Lo-lol : un monstre effrayant.
- M-ska-gwe-demoos : une femme habitant les marais avec de la mousse en guise de cheveux. Elle pleure toute seule dans la forêt et est potentiellement dangereuse.
- Maski-mon-gwe-zo-os : une créature en forme de grenouille qui séduit les hommes et les enfants et les tue. Apparaît soit dans la forme d'une perdrix, soit dans la forme d'une femme habillée en mousse avec une ceinture en écorce de Thuja occidentalis.
- Meek-moos-ak : une paire de petits jumeaux qui séduisent les femmes, qui sont ensuite condamnées à ne jamais vouloir se marier; ils tuent les chasseurs en hiver. Possiblement une personnification des Micmacs.
- N-dam-keno-wet : une créature mi-poisson, mi-humain avec un petit visage et de longs cheveux; provoque les femmes se baignant dans l'eau.
- P-skig-demo-os : une créature femelle qui tue les hommes et les enfants.
- Pak-zin-skwa : une vieillarde moche.
- Pim-skwa-wagen-owad : des petites créatures aquatiques qui pincent.
- Pok-wegee-men : des petites créatures créées à partir de l'écorce de frêne.
- Tsa-tsamolee-as : l'idiot clownesque.
- Tsi-noo : une personne dont le cœur est de glace et qui n'a pas d'âme; il mange les âmes des autres pour rester fort.
- Wana-games-ak : des créatures aquatiques amicales alliées des Abénaquis, les prévenant d'attaques. Leurs visages sont si étroits qu'ils n'ont pour ainsi dire que deux dimensions.